# Franco Vega
Franco Agustín Vega (Cutral Co, Provincia del Neuquén; 9 de septiembre de 2001) es un futbolista argentino-chileno que juega como mediocampista.

## Trayectoria
Nacido en Cutral Co, inició su carrera con el equipo de la ciudad Petrolero Argentino, ACDC Patagonia y Boca Juniors, para luego unirse a las divisiones inferiores de Vélez Sarsfield. Entrenando con el primer equipo desde 2020, el año 2021 firmó su primer contrato profesional con El Fortín.
En agosto de 2021, fue cedido al Estoril Praia portugués, en un contrato por una temporada con opción de compra, jugando para el equipo sub-23 y formando parte del equipo que ganó la Liga Revelação 2021-22.
Pese a ser promovido al primer equipo del Estoril,regresó a Vélez Sarsfield y renovó su contrato,para luego ser cedido en febrero de 2023 por toda la temporada a Arsenal de Sarandí.Debutó como profesional el 4 de febrero en empate entre Arsenal y Estudiantes de la Plata, ingresando a los 56' en reemplazo de Lucas Brochero.
El 14 de diciembre de 2023 es anunciada una nueva cesión, está vez a Huachipato de la Primera división chilena.

## Estadísticas

### Clubes
| Club               | Div.          | Temporada     | Liga  | Liga  | Copas nacionales | Copas nacionales | Copas internacionales | Copas internacionales | Total | Total |
| Club               | Div.          | Temporada     | Part. | Goles | Part.            | Goles            | Part.                 | Goles                 | Part. | Goles |
| ------------------ | ------------- | ------------- | ----- | ----- | ---------------- | ---------------- | --------------------- | --------------------- | ----- | ----- |
| Arsenal Argentina  | 1.ª           | 2023          | 13    | 0     | 7                | 0                | —                     | —                     | 20    | 0     |
| Arsenal Argentina  | Total club    | Total club    | 13    | 0     | 7                | 0                | 0                     | 0                     | 20    | 0     |
| Huachipato · Chile | 1.ª           | 2024          | 0     | 0     | 0                | 0                | 0                     | 0                     | 0     | 0     |
| Huachipato · Chile | Total club    | Total club    | 0     | 0     | 0                | 0                | 0                     | 0                     | 0     | 0     |
| Total carrera      | Total carrera | Total carrera | 13    | 0     | 7                | 0                | 0                     | 0                     | 20    | 0     |
| 1. 2.              |               |               |       |       |                  |                  |                       |                       |       |       |